# (6042) Cheshirecat
(6042) Cheshirecat es un asteroide perteneciente a asteroides que cruzan la órbita de Marte descubierto el 23 de noviembre de 1990 por Akira Natori y el también astrónomo Takeshi Urata desde la Estación Yakiimo, Shimizu-ku, Japón.

## Designación y nombre
Designado provisionalmente como 1990 WW2. Fue nombrado Cheshirecat en homenaje al Gato de Cheshire que aparece en el famoso cuento de hadas de Lewis Carroll Alicia en el país de las maravillas. Su característica única es su voz risueña que perdura después de que el gato se desvanece.

## Características orbitales
Cheshirecat está situado a una distancia media del Sol de 3,038 ua, pudiendo alejarse hasta 4,427 ua y acercarse hasta 1,649 ua. Su excentricidad es 0,457 y la inclinación orbital 15,88 grados. Emplea 1934,54 días en completar una órbita alrededor del Sol.

## Características físicas
La magnitud absoluta de Cheshirecat es 12,9.